# Agrupació Socialista Gomera
L'Agrupació Socialista Gomera, també coneguda com a ASG, és un partit polític insularista de centreesquerra amb seu a la Gomera, Canàries (Espanya). Va ser fundat el 2015 per Casimiro Curbelo, president del Cabildo de la Gomera, després de l'escissió d'alguns membres del Partit Socialista Obrer Espanyol (PSOE) a l'illa. Va arribar a governar 5 dels 6 municipis de la Gomera.

## Resultats electorals

### Parlament de Canàries (La Gomera)
| Any  | Vots  | %    | Escons | +/- | Pos. | Govern        |
| ---- | ----- | ---- | ------ | --- | ---- | ------------- |
| 2015 | 5.090 | 50,2 | 3 / 4  | Nou | 1r   | Oposició      |
| 2019 | 6.215 | 53,7 | 3 / 4  | =   | 1r   | Coalició      |
| 2023 | 6.765 | 54,7 | 3 / 4  | =   | 1r   | Suport extern |

### Cabildo de La Gomera
| Any  | Vots  | %     | Escons  | +/- | Pos. | Govern  |
| ---- | ----- | ----- | ------- | --- | ---- | ------- |
| 2015 | 5.972 | 50,19 | 10 / 17 |     | 1r   | Majoria |
| 2019 | 6.969 | 57,0  | 11 / 17 | 1   | 1r   | Majoria |
| 2023 | 6.847 | 58,5  | 11 / 17 | =   | 1r   | Majoria |